# Åre (comune)
Åre è un comune svedese di 10 225 abitanti, situato nella contea di Jämtland. Il suo capoluogo è la cittadina di Järpen.

## Località
Nel territorio comunale sono comprese le seguenti aree urbane (tätort):
| # | Località   | Popolazione |
| - | ---------- | ----------- |
| 1 | Järpen     | 1.439       |
| 2 | Åre        | 1.260       |
| 3 | Mörsil     | 674         |
| 4 | Duved      | 637         |
| 5 | Undersåker | 384         |
| 6 | Hallen     | 223         |

## Amministrazione

### Gemellaggi
- Meråker
- Zărnești